# Simon Bigex
Pour les articles homonymes, voir Bigex.
Simon Bigex, né le 18 mars 1730 à La Balme-de-Thuy, où il est mort le 20 juin 1806, a travaillé pour Voltaire et Grimm, ce qui lui vaut le pseudonyme « le philosophe ».

## Biographie

### De La-Balme-de-Thuy à Paris (1730-1768)

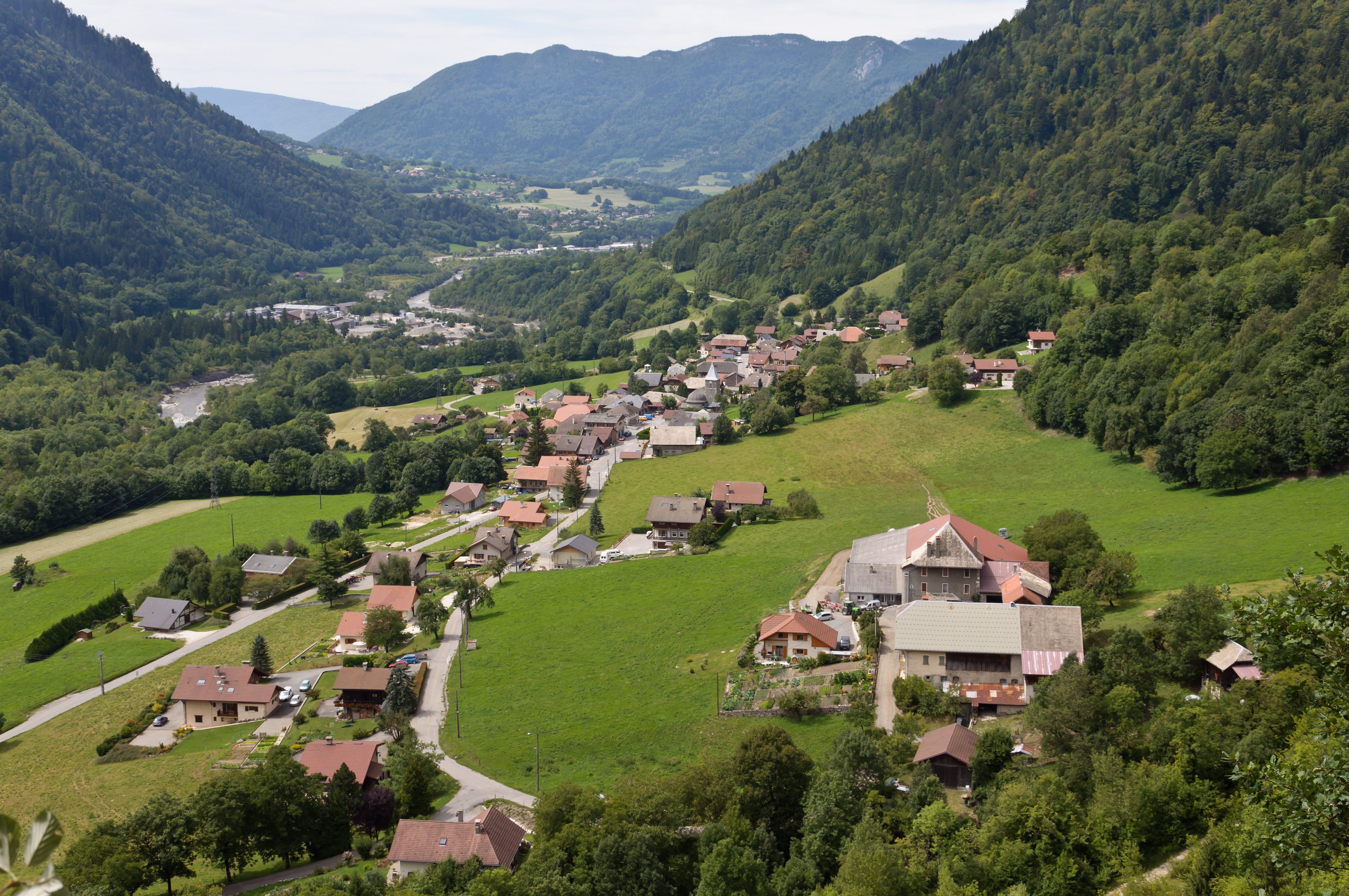
La Balme-de-Thuy

Simon Bigex est l'aîné des dix enfants de Nicolas Bigex (1697-1757), cultivateur, et de Marie Rey (1706-1751). Il est déjà « absent du pays » lorsque son père rédige son testament en 1757. Il repasse en Savoie en 1763, puis fait un premier séjour à Ferney dès juillet. 
Dans une lettre à Damilaville, Voltaire présente Bigex comme « une espèce de sauvage comme le curé Melier », « paroissien du vicaire savoyard de Jean Jacques ». Il lui attribue L'Oracle des anciens fidèles, pour servir de suite et d’éclaircissement à la sainte Bible (1760), « livre excellent trop peu connu ». Il demande à Damilaville de s'enquérir auprès de l'abbé Simon Nigon de Berty, alors chanoine de Saint-Germain l'Auxerrois et conseiller-clerc au Parlement de Paris, au sujet de Bigex qui l'aurait servi « en qualité de valet de chambre et de copiste ». 
Entre novembre 1765 et septembre 1766, plusieurs lettres de Voltaire laissent entendre que Bigex travaille pour lui à distance depuis Paris. Bigex travaille également comme copiste de la Correspondance littéraire de mars 1766 jusqu'en février 1768.

### Le retour à Ferney (1768-1770)

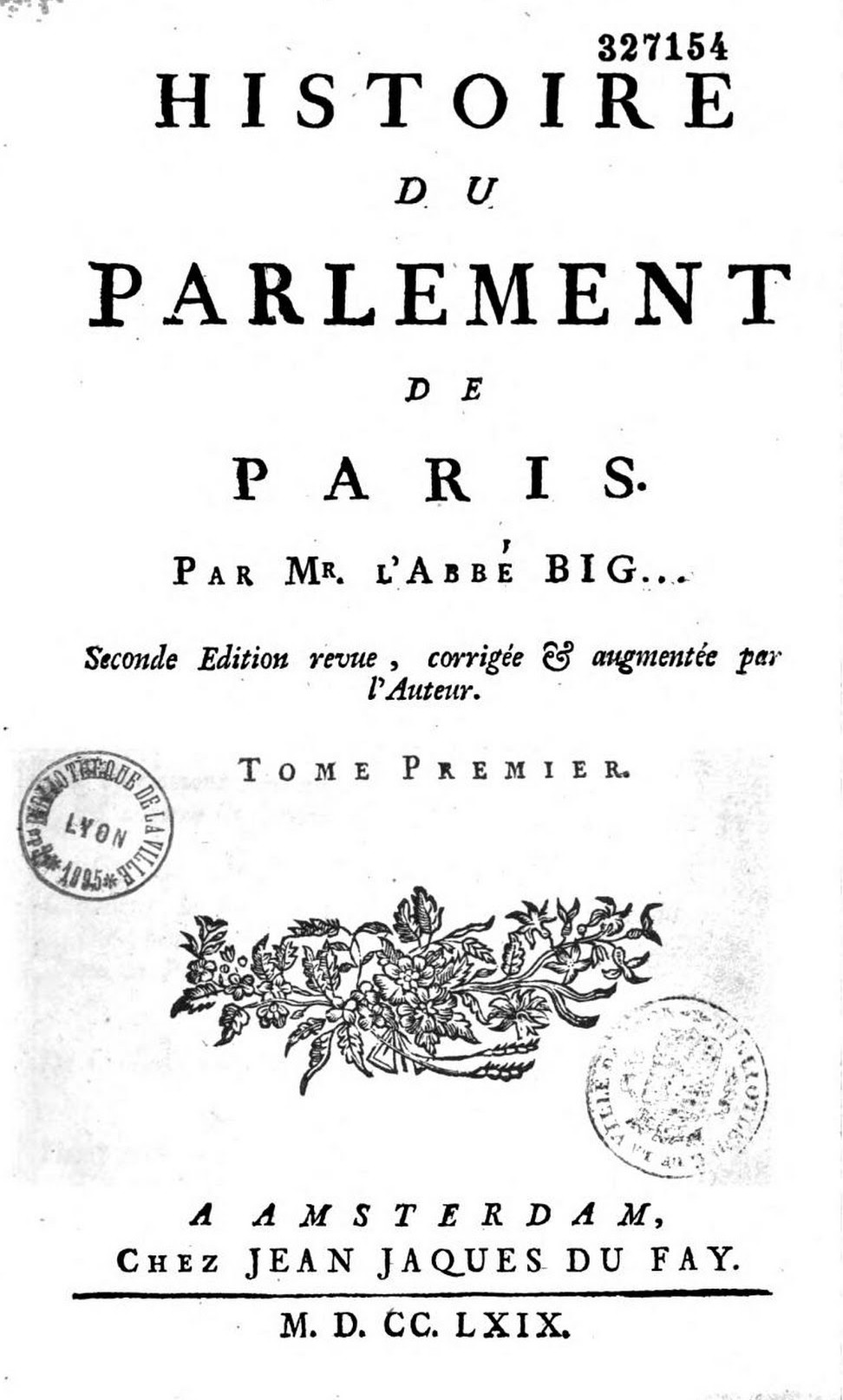
Page de titre de lHistoire du Parlement de Paris

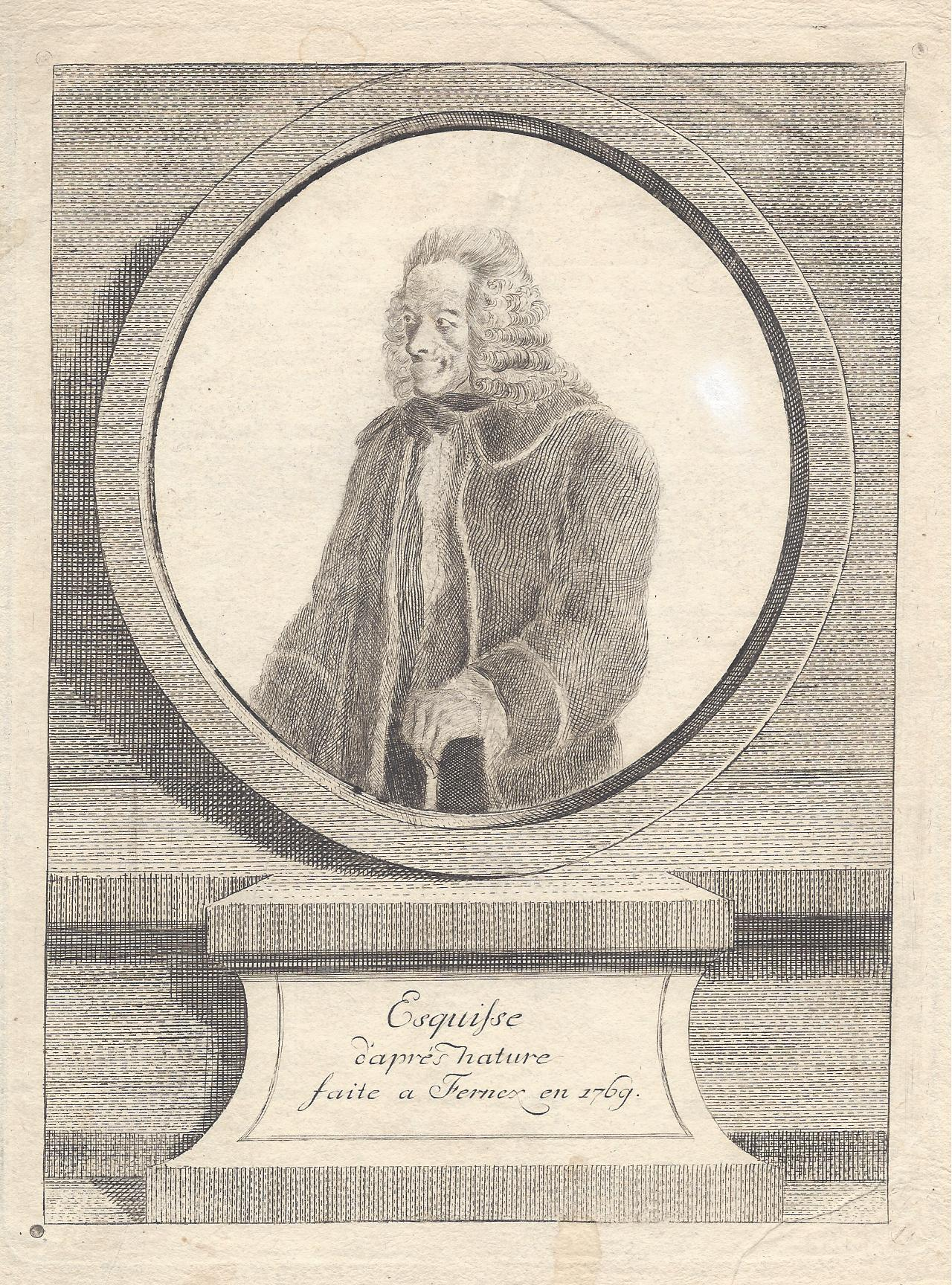
Voltaire en 1769

Bigex est de retour à Ferney au printemps de 1768 et le secrétaire Wagnière se sent bientôt supplanté : « ce n'est plus moi qui suis son confident c'est Bigex […] qui ne dit jamais non, au contraire ».
Bigex fournit les index de l'Essai sur les mœurs, du Siècle de Louis XIV et du Précis du siècle de Louis XV. Il participe à plusieurs controverses (« Lettre à Monsieur de Voltaire, au sujet de l'ex-jésuite Nonnotte », du 7 février 1769 ; lettres à l'abbé Foucher du 30 avril 1769, 25 juin 1769 et 31 août 1769). À la même époque, Voltaire signe la Collection d'anciens évangiles, Le Pyrrhonisme de l'histoire et l'Histoire du parlement de Paris « l'abbé B**** » ou « l'abbé Big*** ».
Puis éclate une querelle avec l'ex-jésuite joueur d'échecs qui loge aussi au Château de Ferney, le père Adam. La Correspondance littéraire du 1er novembre 1769 en donne un premier compte rendu :

« Antoine Adam, n'aimant pas sans doute Antoine Bigex, I'a accusé d'avoir volé nuitamment des fruits dans un jardin. Celui-ci, qui n'aime pas les épigrammes, a traduit son adversaire en justice pour rendre compte de ses assertions. Ce procès, pendant au bailliage de Gex, va être plaidé et jugé en forme après la Saint-Martin. En attendant, M. Antoine Bigex, sans préjudicier à ses raisons civiles, a fait valoir ses raisons littéraires contre M. Antoine Adam, dans une lettre de huit pages, intitulée Nouvelle provinciale […] Cette provinciale est pleine d'érudition et est une très bonne plaisanterie. […] On dit que le seigneur patriarche s'amuse de ce procès, et qu'il laissera libre cours à la justice. »

Le 15 mars 1770, la Correspondance littéraire relate l'éphémère victoire et le renvoi de Bigex :

« sa discussion littéraire de I'année dernière avec Antoine Adam, ci-devant soi-disant jésuite, ne lui a pas réussi. Le scandale que la procédure criminelle du philosophe Simon Bigex contre le prêtre Antoine Adam faisait dans le pays de Gex a déplu au seigneur patriarche. II a composé le procès à la gloire entière de Simon : Adam, par un acte devant notaire, a déclaré Simon Bigex incapable d’avoir volé des fruits, et lui a payé volontairement dommages et intérêts. II paraît que sa victoire ne lui a pas tourné à profit, il paraît que la nièce Denis a fait le rôle de Caton, elle s’est rangée du côté du vaincu, et le vainqueur Bigex vient d'être obligé de quitter le château de Ferney. »

La Correspondance littéraire du 15 mars 1770 attribue encore à Bigex une Lettre de Monsieur Lepreux docteur-régent de la Faculté de médecine en l'université de Paris à Monsieur Bouvart docteur-régent de la Faculté de médecine de Paris, ancien professeur au Collège royal, membre de l'Académie royale des sciences, chevalier de l'Ordre de Saint-Michel (1770) en lien avec la dispute sur les naissances tardives qui oppose Antoine Petit à Michel-Philippe Bouvart.

### Le retour en Savoie (1770-1806)
À la veille de ses quarante ans, Bigex reprend la route de La Balme-de-Thuy qu'il avait quittée une quinzaine d'années auparavant. Il épouse Marie Claudine Friand (1743-1794) le 23 avril 1771. Le couple aura neuf enfants, dont quatre atteindront l'âge adulte. 
Bigex cumule les emplois : cultivateur, procureur pour des Savoyards à Paris, herboriste et municipal. En mai 1793, il est témoin de la « Guerre de Thônes ». Dès 1797 il signe « Simon Bigex le philosophe ».
En 1863, un médecin d'Annecy, Louis Bouvier (1819-1918), publie un premier article, assez inexact, au sujet de Bigex.